# 東竹田村
東竹田村（ひがしたけだそん）は、鳥取県東伯郡にあった村。現在の東伯郡三朝町の一部にあたる。

## 地理
天神川の上流域に位置していた。
- 河川：福本川[3]、加谷川[3]

## 歴史
- 1889年（明治22年）10月1日、町村制の施行により、河村郡穴鴨宿、加谷村、木地山村が合併して村制施行し、東竹田村が発足[1][2]。旧村名を継承した穴鴨、加谷、木地山の3大字を編成[2]。河村郡西竹田村、源村と組合村を結成し、組合村役場を大字穴鴨に設置[2]。
- 1896年（明治29年）4月1日、郡の統合により東伯郡に所属[2]。
- 1911年（明治44年）1月1日、東伯郡西竹田村、源村と合併し、竹田村を新設して廃止[1][2]。合併後、竹田村大字穴鴨・加谷・木地山となる[2]。

### 地名の由来
天神川の下流地域がかつての郷名竹田庄にちなみ竹田村とし、その上流側に位置していたため。

## 産業
- 農業[3]、林業[3]
- 産物：米[3]、木炭[3]、薪[3]

## 教育
- 1873年（明治6年）穴鴨学校開校[3]。1876年（明治9年）穴鴨小学校木地山分校開設[4]。1890年（明治23年）穴鴨小学校が穴鴨簡易小学校に改称[2]。1906年（明治39年）農業補習学校付設[2]。1907年（明治40年）高等科併置[2]。